# Platanthera lacera
Platanthera lacera  es una especie de orquídea de hábito terrestre originaria de Norteamérica.

## Descripción
Las especies de Platanthera se distinguen de las de Orchis y de las de Habenaria, por la ausencia de procesos estigmáticos, al poseer un espolón nectarífero para atraer a los insectos polinizadores. Otra característica diferenciadora es la de sus raíces tubérculos ovoideas.  
Es una orquídea de tamaño  medio a grande, prefiere el clima frío. Tiene hábito terrestre  con 3 a 6 hojas caulinares, lanceoladas, con quilla que poco a poco se reducen. Florece en la primavera y principios del verano en una inflorescencia terminal, erecta, racemosa, con 12 a 40 flores muy variables.

## Distribución y hábitat
Se encuentra desde Terranova hasta Texas en los abiertos prados húmedos, cunetas,  filtraciones y prados de montaña. 

## Taxonomía
Platanthera lacera fue descrita por  (Michx.) G.Don y publicado en Hortus Britannicus, ed. 3 650. 1839.
Etimología
El nombre genérico Platanthera deriva del griego y se refiere a la forma de las anteras de las flores ("flores con anteras grandes, planas"). 
Sinonimia
- Blephariglottis lacera (Michx.) Rydb.
- Blephariglottis lacera f. elongata (Peck) House
- Fimbriella lacera (Michx.) Butzin
- Habenaria lacera (Michx.) R.Br. ex Spreng.
- Habenaria lacera (Michx.) R. Br.
- Habenaria lacera var. elongata Peck
- Orchis lacera Michx. basónimo[4]